# Apendice epididimal
Apendice epididimal (Hidatida pediculată Morgagni) este o veziculă suspendată printr-un pedicul de capul epididimului în vecinătatea apendicelui testiculului. Apendicele epididimului este un rest din extremitatea superioară a ductului mezonefric (Wolff).

## Structură
Veziculă apendicelui epididimal este 2– 10 mm. Apendice epididimal este alcătuit din țesut conjunctiv conjunctiv fibros și vascular, tapetat cu  epiteliul columnar.

## Omologie
Nu prezintă organe sau structuri omoloage, din punct de vedere embrionar, cu aparatul genital feminin (spre deosebire de apendicele testicular - rudimente ale ductelor paramezonefrale Müller). Apendicele epididimale se dezvoltă din ductele mezonefrale, din care apar epididimul, canalele deferente, veziculele seminale.

## Malformații
- Torsiunea apendicelui epididimal;[4]
- Chistul apendicelui epididimal.[5]